# Безалкохолна напитка
Безалкохолна напитка е наименованието на негазирана или газирана напитка, не съдържаща алкохол. 

## Негазирани напитки

### Питейна вода
Водата е основата на повечето от напитките, консумирани от човека. Като самостоятелна напитка се използва чистата питейна вода, която може да бъде от природни източници или обработена: изворна, чешмяна, трапезна или минерална вода. В Германия е разпространена селтерска вода.

### Млечни напитки
Напитки на основата на мляко, предимно краве, овче, козе, биволско, конско и камилско:
- Прясно мляко
- Айрян
- Течен йогурт
- Кефир
- Млечен шейк
- Ацидофилин
- Ряженка – вид ферментирала млечна напитка, но с мек вкус на карамел. Съдържа много витамини и се приготвя лесно в домашни условия.
- Студен чай с мляко. Получава се от подсладено мляко с различни видове чай. Популярна напитка предимно в Азия.
- Кумис ферментирала млечна напитка, направена от конско мляко.

### Сокове
Соковете са течности от плодове и зеленчуци или напитки с тяхното добавяне. Известни са като натурални сокове, фрешове, нектари и компоти. Неферментиралият гроздов сок е известен в България с името шира̀. В Русия също се срещат често: 
- Квас – освежаваща напитка през лятото от ръжен хляб и вода, може да се добавят билки и плодове.
- Морс – сок от горски плодове. Най-често се прави от червени боровинки, малини, къпини или смес от тях. Неговата консистенция подобна на тази на компота, но малко по-плътна, тъй като варените плодове са изцедени, докато в компота те остават цели.
- Взвар – славянска напитка като компота, направен от плодове с добавени билки. Може да бъде доста гъст и понякога изглежда и има вкус повече на пудинг, отколкото на напитка.
- Сок от бреза.
- Кисѐл – много гъст и питателен сок, който се приготвя с нишесте. Прилича на рядък крем и може както да се пие, така и да се яде.

### Студени напитки
- Студени напитки с билки. Много популярни са напитките с Бъз.
- Студен чай. В България понятието чай обхваща и част от напитките с билки.
- Студени напитки с екстракт от Роза.
- Студени напитки с Анасон

### Горещи напитки
Традиционно топли се консумират следните напитки:
- Чай
- Прясно мляко
- Мляко с какао
- Какао
- Горещ шоколад
- Кафе
- Каркаде
- Мате
- Сбитен – сладка напитка от мед и подправки – джинджифил, канела, карамфил, мента, маргаритка и дори цитрусови плодове. Много популярна е в Русия. [2]
- Копорски чай
- Горещи отвари

## Газирани напитки
Първообразът на безалкохолната газирана напитка е създаден през 1770 г. от английския химик Джоузеф Пристли (Joseph Priestley), който насища дестилирана вода с въглероден двуокис. Друг англичанин – Джон Мервин Нуут, подобрява техниката на своя предшественик, изобретявайки машина за газиране и я предлага за комерсиална употреба в аптеките.

### Технология
Изработването на безалкохолната газирана напитка се състои в газиране на водата и смесване с други субстанции и се извършва в няколко етапа:
- Деаерация – намаляване на количеството кислород в третирана (обработена) вода, което се постига посредством създаване на вакуум в затворен съд, или чрез заместване на кислорода с въглероден двуокис;
- Карбонизация (от карбон – въглерод) – разпрашване на водата в затворен съд, който е под налягане с въглероден двуокис. Така водата се насища с въглероден двуокис. Процесът е зависим от температурата на газираната вода – колкото е по-ниска температурата, толкова по-лесно се карбонизира. При навлизането на предварително деарираната вода за карбонизиране тя преминава през така наречената Тръба на Вентури;
- Смесване – газираната вода се смесва със сиропи, подсладители, аромати и други субстанции с цел получаване на безалкохолна газирана напитка. В промишлени количества те се смесват с високообемни помпи.